# Rosanna Giel
Rosanna Giel Ramos (10 giugno 1992) è una pallavolista cubana.
Gioca nel ruolo di centrale nel Le Cannet.

## Carriera
La carriera di Rosanna Giel inizia nei tornei provinciali cubani, giocando per la squadra di Ciego de Ávila; nel 2010 riceve le prime convocazioni nella nazionale cubana con la quale vince la medaglia di bronzo al campionato nordamericano 2011, quella d'argento ai XVI Giochi panamericani e un altro bronzo alla Coppa panamericana 2012, ritirandosi dalla nazionale nel 2013.
Dopo due annate di inattività, nella stagione 2015-16 firma il suo primo contratto professionistico in Serbia, giocando col Vizura, in Superliga, aggiudicandosi la Supercoppa serba, la coppa nazionale e lo scudetto. Nella stagione seguente si trasferisce in Francia, partecipando alla Ligue A col Le Cannet.

## Palmarès

### Club
- Campionato serbo: 1

2015-16
- Coppa di Serbia: 1

2015-16
- Supercoppa serba: 1

2015

### Nazionale (competizioni minori)
- Montreux Volley Masters 2010
- Montreux Volley Masters 2011
- Giochi panamericani 2011
- Coppa panamericana 2012